# Luisa Lossau
Luisa Lossau (* 7. April 1989 in Berlin) ist eine deutsche Schauspielerin.

## Leben
Lossau gab 1999 als Zehnjährige ihr Schauspieldebüt in der Kammeroper Die Gespenstersonate von Aribert Reimann, in einer Produktion der Zeitgenössischen Oper Berlin im Berliner Hebbel-Theater. Dies war das erste Mal, dass Lossau überhaupt auf einer Theaterbühne stand. Sie verkörperte, als Totenerscheinung, das Milchmädchen am Brunnen, das von der männlichen Rollenfigur „Der Alte“ ermordet worden ist. Ihre Partner in dieser Inszenierung waren unter anderem Martha Mödl als „Mumie“, Adalbert Waller, Kammersänger an der Oper Frankfurt als „Der Alte“, und der Tenor Günter Neubert vom Opernhaus Nürnberg (als Oberst).
Von 2006 bis 2008 nahm sie an Workshops am Deutschen Theater und der Schaubühne am Lehniner Platz teil. 2008 wechselte sie und bekam privaten Schauspielunterricht bei Lina Wendel. Es folgte ein Studium an der International Schools Theatre Association in London im Jahre 2009. Seit 2010 absolviert sie eine Schauspielausbildung am Europäischen Theaterinstitut Berlin.
2009 und 2010 trat sie als Schauspielerin beim Theatersommer Netzeband in Brandenburg auf. 2009 gehörte sie zum Chor der Dienerinnen in der Produktion des Theaterstücks Die Nibelungen des Regisseurs und Schauspielers Frank Matthus (Pseudonym: Anton Perry). 2010 spielte sie dort die Rolle des Kundschafters Tabaqui, Moglis Bruder, in einer Bühnenfassung von Das Dschungelbuch.
In der ARD-Fernsehserie Die Stein übernahm Lossau 2011 in der zweiten Staffel der Serie eine der Hauptrollen. Sie spielte die aufgeweckte Schülerin Annika Lentz, eine begeisterte Reitschülerin, die auch an einem Reitturnier teilnimmt.

## Theater
- 1999: Hebbel-Theater: Die Gespenstersonate, Rolle: Das Milchmädchen
- 2008: Ganze Tage, ganze Nächte von Xavier Durringer, Rolle: Silvie
- 2009: Der Platz des Anderen von Jean-Luc Lagarce, Rolle: Sie
- 2010: Theatersommer Netzeband: Das Dschungelbuch, Rolle: Tabaqui

### TV/Fernsehen
- 2011: Die Stein (Rolle: Annika Lentz)
- 2014: In aller Freundschaft (Rolle: Fiona Schramm)
- 2014: Ein Fall von Liebe (Rolle: Laura Walter)